# PayPal
PayPal (произнася се пей пал) е онлайн платежна система на едноименната компания, която стартира самостоятелно през 1998 г., но през 2002 г. е закупена от eBay Inc. PayPal дава възможност за трансфер на пари онлайн и представлява електронна алтернатива на традиционните разплащания с чекове и банкови преводи. През 2015 г. компанията става независима.

## История
Компанията PayPal стартира самостоятелно през 1998 г., като сред основателите ѝ е Илон Мъск. През 2002 г. излиза на борсата и скоро след това е закупена от eBay Inc.
Към края на 2006 г. PayPal има повече от 123 милиона потребители, които могат да изпращат и получават пари в различни точки от света в 17 вида валута.
От 10 май 2007 г. Paypal позволява изпращане на пари от България, а от 1 октомври 2007 г. българските потребители могат и да получават средства.

## Принцип на работа
Чрез PayPal всеки човек, който притежава валиден имейл, може да превежда пари на друг човек с имейл. Инициаторът на превода трябва първо да си отвори сметка в PayPal и да я захрани със средства. Сметката в PayPal може да бъде обезпечена чрез кредитна, дебитна карта или чрез сметка в банка. За да получи парите, получателят може да изиска чек от PayPal, да си отвори сметка в PayPal или да посочи банкова сметка за превод на сумата. В този смисъл PayPal представлява посредник, който улеснява електронната търговия по света, без да разкрива финансова информация при сделките. Потребители са частни лица, търговци, големи фирми и корпорации (за последните се отчитат такси при паричен трансфер, за останалите услугите са безплатни).

## PayPal Here
PayPal Here е услуга на компанията PayPal, с която мобилното устройство лесно и бързо може да се превърне в терминал за разплащане с кредитни и дебитни карти. Пусната е през 2010 г. и вече отчита добри резултати по света.
Към 2012 г. този вид услуга се предлага за устройства с iOS и Android.
Механизъм на работа:
1. Инсталира се приложение на мобилното устройство.
2. В жака на телефона се включва външна приставка, която изпълнява функцията на четящ ПОС терминал за карти.